# Gemeinschaft e Gesellschaft
Gemeinschaft e Gesellschaft (generalmente tradotto come «comunità e società») sono categorie utilizzate dal sociologo tedesco Ferdinand Tönnies, al fine di classificare i legami sociali in due tipi sociologici contrapposti che si definiscono a vicenda.

## Dicotomia Gemeinschaft vs Gesellschaft
Nella sua opera omonima pubblicata nel 1887, la dicotomia Gemeinschaft-Gesellschaft è stata proposta da Tönnies come uno strumento puramente concettuale, piuttosto che come un tipo ideale nel modo in cui Max Weber ne avrebbe parlato per accentuare gli elementi chiave di un cambiamento storico/sociale.
Secondo la dicotomia di Tönnies, i legami sociali possono essere classificati, da un lato, come una forma di interazioni immediate e personali, su cui si basano ruoli, valori e credenze vissute in maniera organica e comunitaria (Gemeinschaft, termine tedesco, normalmente tradotto appunto come «comunità»), o invece come interazioni indirette, da cui derivano ruoli più impersonali, valori formali o artificiali, e credenze meno condivise (Gesellschaft, anch'esso vocabolo tedesco, comunemente tradotto come «società»).
La seconda edizione, pubblicata nel 1912, dei lavori in cui Tönnies ha ulteriormente promosso i suddetti concetti si è rivelato un inaspettato ma durevole successo  dopo la prima edizione, è stata pubblicata nel 1887 con il sottotitolo Trattato sul comunismo e sul socialismo come modelli empirici della cultura. Sette ulteriori edizioni tedesche hanno seguito questa, l'ultima nel 1935, entrando a far parte del corpus generale di idee a cui intellettuali tedeschi prima del 1933 erano abbastanza avvezzi. Il libro ha scatenato una rinascita del pensiero corporativista, tra cui l'ascesa del neomedievalismo, la crescita del consenso attorno al socialismo corporativista, e ha innescato grandi cambiamenti nel campo della sociologia.
I concetti di Gemeinschaft e Gesellschaft sono stati utilizzati anche da Max Weber in Economia e società, che è stato pubblicato nel 1921. Weber ha risposto in maniera diretta a Tönnies, sostenendo che la Gemeinschaft è radicata in una "sensazione soggettiva" che può essere "per disposizione mentale o tradizionale". Le relazioni basate sulla Gesellschaft invece, secondo Weber, sono radicate in "accordi razionali di mutuo consenso" di cui il miglior esempio è il contratto commerciale. Per sottolineare la fluidità e mutevolezza del rapporto tra Gemeinschaft e Gesellschaft, Weber modificò i termini in tedesco con Vergemeinschaftung e Vergesellschaftung, che sono i rispettivi gerundi. La distinzione weberiana tra Gemeinschaft e Gesellschaft è evidenziata nel saggio dal titolo tradotto in inglese Classes, Stände, Parties, che è alla base della «teoria di stratificazione a tre componenti» di Weber.

## Globalizzazione
Eric Hobsbawm ha sostenuto che la globalizzazione trasforma l'intero pianeta in una specie di Gesellschaft avvertita come sempre più distante dall'essere umano, così anche collettivi politici che fanno riferimento all'area identitaria fanno fittiziamente riferimento alle qualità di Gemeinschaft per riforgiare artificialmente legami di gruppo e le identità.
Fredric Jameson mette in evidenza l'invidia ambivalente sentita dagli individui coinvolti in reti sociali Gesellschaft per le ultime enclave di Gemeinschaft, anche se questo inevitabilmente corrode la loro esistenza .

## Oltre la Sociologia
Nel mondo degli affari, Gesellschaft è il termine tedesco per "Azienda", come in Aktiengesellschaft o Gesellschaft mit beschränkter Haftung («GmbH»). Gemeinschaft è utilizzato per identificare i gruppi che hanno un elemento di fedeltà affettiva, come ad esempio nella parola tedesca per l'Unione europea, che è Europäische Gemeinschaft.

## Nella cultura di massa
Tradotto per la prima volta in italiano nel 1963, l'argomento del libro viene menzionato nel film Così parlò Bellavista di Luciano De Crescenzo, nel quale un eccentrico professore di filosofia spiega umoristicamente al suo cenacolo di discepoli la differenza tra «uomini d'amore» e «uomini di libertà», rifacendosi alla dicotomia di Tönnies fra Gemeinschaft e Gesellschaft: i primi, propensi a vivere di favori reciproci, prevalgono tra la gente meridionale, i secondi, più freddi e individualistici, nel Nord Europa.